# Пластиковая броня

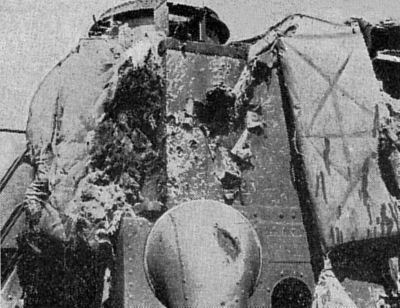
Пластиковая броня корабля, поврежденная вражеским выстрелом. Благодаря броне внутренние структуры получили меньшее повреждение

Пластиковая броня (англ. Plastic armour, также известная как пластиковая защита) — ранее применявшийся тип брони для различных транспортных средств.

## История
Пластиковая броня первоначально была разработана для торговых судов Эдуардом Террелем из британского адмиралтейства в 1940 году. Она состояла из гравия определенного размера в качестве заполнителя в матрице из битума, и по сути была материалом, аналогичным асфальтобетону. Оригинальный состав: 50 % чистого гранита размером в полдюйма, 43 % известняка и 7 % битума. Обычно слой брони имел толщину два дюйма и дополнялся стальной пластиной толщиной в половину дюйма.
Террелл придумал термин «пластиковая броня» для своего изобретения, отчасти потому, что он был пластичным (вязким), а также потому что считал, что этот термин может ввести в заблуждение разведывательные службы неприятеля. Они могли бы предположить, что продукт был изготовлен из имеющихся на тот момент синтетических древесных пластиков.

Пластиковая броня обычно применялась в качестве эрзац-брони и наносилась методом литья на месте для существующих судовых конструкций, которые могли попасть под пулеметный огонь авиации неприятеля. Такая эрзац-броня заливалась слоем толщиной около двух дюймов или формировалась из такого же толщины слоя, нанесенного на стальную пластину толщиной в полдюйма, для установки в качестве щитовой защиты орудий и тому подобного. Пластиковая броня заменила практику использования другого варианта эрзац-брони — бетонных плит, от которых, ожидали обеспечения защиты аналогично практике использования бетона для наземных ДОТов, но которые были склонны к растрескиванию и разрушению при поражении их бронебойными пулями. Пластиковая броня была очень эффективна для защиты от бронебойных пуль, потому что очень твердые частицы заполнителя отклоняли и деформировали пули, которые затем застревали в битуме, не пробивая стальную опорную пластину. Пластиковая броня может отливаться на месте путем заливки разжиженного материала в полость, образованную стальной опорной пластиной и временной деревянной опалубкой. Изготовлением брони занимались дорожно-строительные фирмы, а производство осуществлялось аналогично практике строительства дорожных покрытий. Организация же процесса бронирования осуществлялась морскими офицерами в ключевых портах.

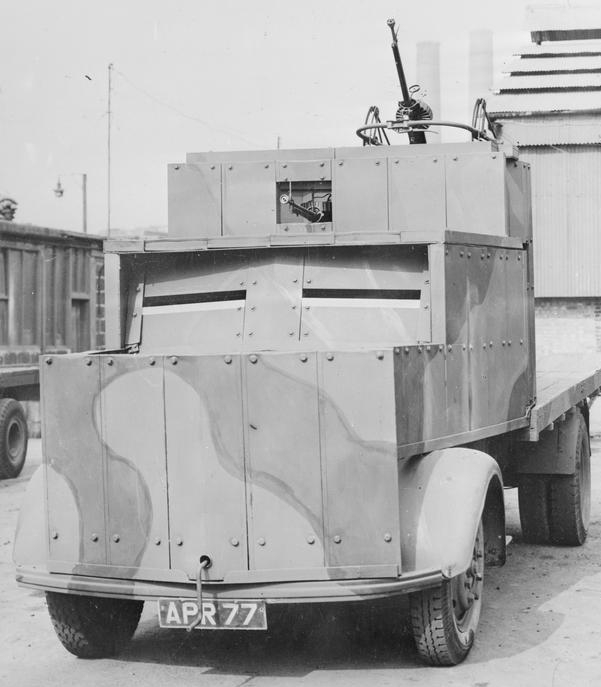
«Скорпион» машинa на шасси грузовика бронированная пластиковой броней, для защиты аэродрома.

Разработка и тестирование продолжены. В конце концов, битум оригинального состава был заменен менее дорогой смолой, а гранит был заменен кремнёвым гравием. В других местах мира для изготовления брони использовали любой доступный камень.
Террелл разработал «Скорпион», машину бронированную пластиковой броней, внешне похожую на боевую бронированную машину «Армадилло».  Также для ополчения был изготовлен полупереносной дот или опорный пункт из сборных панелей пластиковой брони, который рассматривался как средство прикрытия отступления десантников в конце рейда на Дьепп.

## Американские эксперименты
В августе 1943 года начались американские эксперименты на тему защиты от кумулятивных зарядов, и к октябрю того же года было обнаружено, что пластиковая броня намного легче, чем стальная броня, необходимая для такой же степени защиты. Эта броня, изготовленная компанией Flintkote, была улучшена путем проведения серии испытаний, и модифицированная броня из чистого кварцевого гравия в мастике из смолы и древесной муки была обозначена «HCR2». Были также проведены испытания для проверки способности пластиковой брони защитить корабли от торпед с кумулятивными зарядами, но этот проект был заброшен из-за низкой вероятности того, что это оружие станет серьезной угрозой и приоритетными стали дальнейшие разработки в области защиты бронированных боевых машин.
Первоначальный план защиты танка с помощью пластиковой брони заключался в изготовлении небольших по размеру стальных панелей, заполненных HCR2, (с тем чтобы уменьшить площадь, поврежденную одним снарядом) которые могли быть прикреплены к танку Шерман M4 и заменены в случае повреждения. Чтобы защитить от самого мощного немецкого кумулятивного гранатомета Panzerfaust, для M4 требовалось от восьми до двенадцати тонн пластиковой брони, в то время как более мощное бронирование танка M26 Pershing означалo, что для него требовалось всего 7,1 тонны дополнительной защиты, равной по качеству брони танка M4 с 11,7 тоннами пластиковой защиты. Это увеличивало вес для танка M4 на 34 %, но только на 16 % для M26, и панель для башни M26 была толщиной только 10 3 / 4 дюйма по сравнению с 13 3 / 4 дюймов для М4. Были разработаны новые панели из сварной стальной брони толщиной полдюйма по бокам и толщиной три четверти дюйма по граням, но их конструкция была недоработаной в конце Второй мировой войны. В результате увеличения потерь танков за счет кумулятивного оружия был разработан еще один тип панелей, которые могли бы поступить в производство всего через несколько недель. Этот новый тип панели использовал 1,5 дюймовую мягкую сталь вместо броневой стали, и имел двуx-дюймовый планшет из алюминиевого сплава для каркасной лицевой панели для армирования. Один комплект этой брони был закончен и испытан сразу после окончания Второй мировой войны и считался вполне удовлетворительным, хотя и в меньшей степени, чем такие же панели из броневой стали.